# Monte San Pietro
Monte San Pietro ist eine italienische Gemeinde mit 10.813 Einwohnern (Stand 31. Dezember 2023) in der Metropolitanstadt Bologna. Hauptort der Gemeinde ist das gleichnamige Dorf, obwohl der am meisten besiedelte Industrieort Calderino ist.

## Gemeindegebiet
Die Gemeinde hat ein breites Gebiet, welches das mittlere und hohe Einzugsgebiet des Wasserstroms Lavino umfasst. Wegen seiner Verbreitung und morphologischen Vielfält hat eine starke Heterogenität in der sozial-wirtschaftlichen Entwicklung aller anwesenden Gemeinschaften stattgefunden. In Calderino sind nun alle sozialen, politischen, amtlichen und teilweise auch industriellen Tätigkeiten zusammengezogen worden, während historisch bedeutende Ortschaften wie etwa Gavignano oder Vignola dei Conti heute als beinahe vergessen gelten.

## Sehenswürdigkeiten
Monte San Pietro bietet insgesamt eine bemerkenswerte Reihe alter Bezeugungen. In der Ortschaft Amola ist eines der köstlichen Schmuckstücke der bolognesischen Kunst anzutreffen: die Via Crucis (=Kreuzweg) von Mauro Gandolfi, die in der Pfarrkirche vom 17. Jahrhundert bei Amola di Monte aufbewahrt wird. In Monte San Giovanni sind die Kirche, die Villa und der Castagneto (=Edelkastanienhain) eines Besuchs wert.
Sehenswert ist die heute private Klosteranlage von Badia (it. für Abtei), die im frühen Mittelalter ein wichtiger Knotenpunkt in der Via Nonantolana war.
In Mongiorgio kann man die Ruinen einer alten Burg besuchen (10./11. Jahrhundert), im Inneren deren sich die Kirche von S.Sigmund und S.Peter vom 17. Jahrhundert befindet.
In der Via Lavino, in Richtung Montepastore, zieht man durch Gavignano durch, ein altes Bauerndorf mit Kirche und Turm. In San Chierlo kann man sich die Torre del Paleotto (=Turm vom Paleotto) anschauen.
Bemerkenswert ist in der am Ende vom 15. Jahrhundert renovierten romanischen Kirche das Altarbild.
Im Bildstock von San Lorenzo in Collina kann man einmal im Jahr die im Privatbesitz Madonna del Castello di Capromazza bewundern, eine polychrome Skulptur aus Holz vom 15. Jahrhundert.
Sehenswert ist schließlich die Kirche von San Martino in Casola, die kirchliche Einrichtungen und Gegenstände vom 17. bis zum 18. Jahrhundert aufbewahrt.
In der Kirche von Monte San Giovanni fand sich eine Orgel vom 16. Jahrhundert.